# ميقونة جلدية
ميقونة جلدية (الاسم العلمي: Mucuna coriacea) هي نوع من النباتات تتبع جنس الميقونة من الفصيلة البقولية.